# Steinfila
Steinfila är en kulle i Antarktis. Den ligger i Östantarktis. Norge gör anspråk på området. Toppen på Steinfila är 2 665 meter över havet, eller 236 meter över den omgivande terrängen. Bredden vid basen är 4,0 km.
Terrängen runt Steinfila är platt västerut, men österut är den kuperad. Trakten är obefolkad. Det finns inga samhällen i närheten. 